# Glypta monoceros
Glypta monoceros là một loài tò vò trong họ Ichneumonidae.